# Ion Seche
Ion Seche (n. 7 iunie 1950) este un om de afaceri și fost senator român în legislatura 2000-2004 ales în județul Brașov pe listele partidului PDSR care în iunie 2001 a devenit PSD. În cadrul activității sale parlamentare, Ion Seche a fost membru în grupurile parlamentare de prietenie cu Regatul Hașemit al Iordaniei, Republica Belarus și Republica Lituania. Ion Seche a fost membru în comisia economică, industrii și servicii. În 2005 a fost exclus din PSD.
În 2023, era cel mai mare donator privat al PNL, donându-le liberalilor 100.000 de lei.
1. ↑  Fostul senator Ioan Seche a vândut locuinţe de 7,75 milioane de euro în Sânpetru, în 2020 | Buna ziua Brasov, bzb.ro
2. ↑  Contestare - Grupul celor trei pesedisti exclusi din partid contraataca - MyTex.ro, 21 septembrie 2005
3. ↑  https://www.facebook.com/ovidiuv (5 mai 2024), Ioan Seche, fost senator PDSR, este cel mai mare donator privat al PNL în 2023. El a dat liberalilor 100.000 de lei • Politica Biz Brasov, Biz Brasov